# Пикаев, Алексей Константинович
Алексе́й Константи́нович Пика́ев (8 марта 1930, Ковров, Владимирская область — 5 марта 2002, Москва) — советский и российский химик, специалист в области радиационной химии, член-корреспондент АН СССР (1990), лауреат Государственной премии СССР (1986).

## Биография
В 1953 году окончил химический факультет МГУ, затем был аспирантом на кафедре неорганической химии (1953—1956). В 1956 году он успешно защитил кандидатскую диссертацию и начал работу в Институте физической химии АН СССР, где впоследствии защитил докторскую диссертацию в области радиационной химии в 1964 году.
В 1990 году избран членом-корреспондентом Академии наук СССР (с 1991 — Российская академия наук) по отделению общей и технической химии (физическая химия). Занимал должность заместителя директора — заведующего лабораторией Института физической химии РАН. Двое детей.
Являлся главным редактором научного журнала «Химия высоких энергий», а также региональным редактором международного научного журнала «Радиационная физика и химия». Был членом редколлегии журнала «Менделеевские сообщения».
Скончался 5 марта 2002 года. Похоронен на Троекуровском кладбище, участок 4.

## Научная деятельность
Основные направления научной деятельности ученого — это радиационная химия и радиационная технология.
В 1962 году Пикаев обнаружил образование гидратированного электрона в облученных замороженных растворах щелочей, используя метод электронного парамагнитного резонанса. На основе полученных экспериментальных данных Пикаев написал монографию «Сольватированный электрон в радиационной химии» (1969).
В результате его работ получены важные фундаментальные и прикладные результаты, послужившие в значительной степени развитию представлений о механизме действия ионизирующего излучения с точки зрения химии, а также развитию новой области — радиационной технологии.
Пикаев был одним из первых, кто применил для своих исследований импульсное электромагнитное излучение. Он также исследовал некоторые особенности радиолиза в условиях сверхвысоких мощностей дозы, открыл новый метод получения абсолютных констант скорости в быстрых радиационно-химических реакциях и т. д. Все эти исследования послужили основой для его монографии «Импульсный радиолиз воды и водных растворов» (1965).
В 1987 году А. К. Пикаев окончил многолетнюю работу над трехтомной монографией «Современная радиационная химия», подробно описывающей большинство разделов фундаментальной и прикладной радиационной химии. В последние годы уделял много внимания радиационной химии водных растворов актинидов: А. К. Пикаев является соавтором открытия семивалентного состояния америция. Кроме того, он занимался изучением, разработкой и внедрением комбинированных электронно-лучевых методов очистки воды и сточных вод.
А. К. Пикаев является автором примерно 600 научных публикаций, более чем 30 авторских свидетельств и патентов, а также 13 монографий.

## Основные работы
- Пикаев А. К. Сольватированный электрон в радиационной химии. М.: Наука, 1969, 456 с.
- Пикаев А. К. Современная радиационная химия. Прикладные аспекты. / Отв. ред. В. И. Синицын. М.: Наука, 1987, 447 с.
- Пикаев А. К. Современная радиационная химия: Радиолиз газов и жидкостей. / Отв. ред. В. И. Синицын. М.: Наука, 1986, 439 с.
- Пикаев А. К. Современная радиационная химия: Основные положения. Экспериментальная техника и методы. / Отв. ред. В. И. Синицын. М.: Наука, 1985, 374 с.
- Пикаев А. К., Шилов В. П., Спицын В. И. Радиолиз водных растворов лантанидов и актинидов. М.: Наука, 1983, 239 с.
- Пикаев А. К. О комплексных соединениях шестивалентного урана с некоторыми органическими веществами. Диссертация, 1956.
- Пикаев А. К. Импульсный радиолиз воды и водных растворов. М.: Наука, 1965, 260 с.
- Пикаев А. К. Дозиметрия в радиационной химии. М.: Наука, 1975, 311 с.
- Пикаев А. К., Кабакчи С. А., Макаров И. Е. Высокотемпературный радиолиз воды и водных растворов. Энергоатомиздат: 1988, 132 с.

## Награды
- В 1982 году за разработку радиационностойких лазерных систем был удостоен звания лауреата премии Совета Министров СССР
- В 1986 году за цикл работ «Соединения металлов в ранее неизвестных состояниях окисления, исследование их свойств и применение» удостоен звания лауреата Государственной премии СССР.
- В 1986 году за выдающиеся достижения в радиационной химии и технологии он награждён медалью имени М.Склодовской-Кюри (Польша).
- Награждён орденом «Знак Почета».